# شوکی (جمهوری آذربایجان)
شوکی (به لاتین: Shoki) یک منطقه مسکونی در جمهوری آذربایجان است که در شهرستان آب‌شوران واقع شده است.